# Aktiubinskij
Aktiubinskij – osiedle typu miejskiego w Rosji, w Tatarstanie. W 2010 roku liczyło 9237 mieszkańców.